# بايشنس أوزكوور
بايشنس أوزكوور (بالإنجليزية: Patience Ozokwor)‏ (مواليد 14 سبتمبر 1958)، هي مُمثلة وموسيقية ومُصممة أزياء نيجيرية. حصلت بايشنس على جائزة الأكاديمية الأفريقية للأفلام لأفضل ممثلة في دور مساعد في حفل توزيع جوائز الأكاديمية الأفريقية للأفلام العاشر عن دورها في فيلم «بعد الاقتراح» (بالإنجليزية: After the Proposal)‏. كانت بايشنس ضمن قائمة من 100 شخصية نيجيرية كرمتها الحُكومة النيجيرية سنة 2014 خلال الاحتفالات بدمج المحميات الشمالية والجنوبية.

## أعمالها
- 2003 : شقيقات الدم (فيلم)

## روابط خارجية
بايشنس أوزكوور على موقع IMDb (الإنجليزية)
- بايشنس أوزكوور على موقع قاعدة بيانات الفيلم (الإنجليزية)